# Serial Shipping Container Code
 (novembre 2024).
La mise en forme du texte ne suit pas les recommandations de Wikipédia : il faut le « wikifier ».
Les points d'amélioration suivants sont les cas les plus fréquents. Le détail des points à revoir est peut-être précisé sur la page de discussion.
- Les titres sont pré-formatés par le logiciel. Ils ne sont ni en capitales, ni en gras.
- Le texte ne doit pas être écrit en capitales (les noms de famille non plus), ni en gras, ni en italique, ni en « petit »…
- Le gras n'est utilisé que pour surligner le titre de l'article dans l'introduction, une seule fois.
- L'italique est rarement utilisé : mots en langue étrangère, titres d'œuvres, noms de bateaux, etc.
- Les citations ne sont pas en italique mais en corps de texte normal. Elles sont entourées par des guillemets français : « et ».
- Les listes à puces sont à éviter, des paragraphes rédigés étant largement préférés. Les tableaux sont à réserver à la présentation de données structurées (résultats, etc.).
- Les appels de note de bas de page (petits chiffres en exposant, introduits par l'outil «  Source ») sont à placer entre la fin de phrase et le point final[comme ça].
- Les liens internes (vers d'autres articles de Wikipédia) sont à choisir avec parcimonie. Créez des liens vers des articles approfondissant le sujet. Les termes génériques sans rapport avec le sujet sont à éviter, ainsi que les répétitions de liens vers un même terme.
- Les liens externes sont à placer uniquement dans une section « Liens externes », à la fin de l'article. Ces liens sont à choisir avec parcimonie suivant les règles définies. Si un lien sert de source à l'article, son insertion dans le texte est à faire par les notes de bas de page.
- La présentation des références doit suivre les conventions bibliographiques. Il est recommandé d'utiliser les modèles {{Ouvrage}}, {{Chapitre}}, {{Article}}, {{Lien web}} et/ou {{Bibliographie}}. Le mode d'édition visuel peut mettre en forme automatiquement les références.
- Insérer une infobox (cadre d'informations à droite) n'est pas obligatoire pour parachever la mise en page.

Pour une aide détaillée, merci de consulter Aide:Wikification.
Si vous pensez que ces points ont été résolus, vous pouvez retirer ce bandeau et améliorer la mise en forme d'un autre article.
 (novembre 2024).
Le SSCC, Serial Shipping Container Code (ou numéro séquentiel de colis), permet d'identifier de façon unique une unité d'expédition (indépendamment de son contenu) à des fins de suivi individuel dans les opérations d'expédition, de distribution et de réception.

## Construction du SSCC
Le SSCC est un code international à 18 chiffres, qui comporte :
- un caractère d'extension ;
- un préfixe ;
- le code national du fabricant CNUF ;
- un numéro séquentiel : identifiant le colis, il est unique chez un expéditeur pour une période donnée ;
- une clé de contrôle.

## L'utilisation du SSCC
Le SSCC est une donnée qui n'est pas très utile en soi. C'est le suivi qui en est fait qui le rend utile.
Le SSCC est utilisé conjointement avec les technologies d'étiquetage et d'acquisition de code-barres.

### SSCC Colis
Il peut prendre la forme d'étiquette colis avec un code barre GS1-128 pour identifier un colis et en assurer le suivi informatisé tout au long de son acheminement.
Le colis est donc tracé pour savoir :
- De quel endroit il est parti
- A quel endroit il se trouve
- A quel endroit il doit être livré
- Ce qu'il contient

Bien sûr, tout le monde n'a pas la possibilité d'avoir accès à toutes ces informations.
- Un transporteur n'a pas d’intérêt à savoir ce qui est contenu dans le colis (ou n'est pas censé le savoir).
- Un entrepôt peut savoir de quoi est composé le colis pour savoir quand et où il va en avoir besoin en fonction des produits qu'il contient et de leurs caractéristiques.
  - Ils ne vont pas garder un produit dont la date de péremption est dépassée
  - Retrouver rapidement une pièce en cas de panne d'une machine-outil.

### SSCC Palette
L'utilisation du SSCC dans le cas des palettes permet des échanges entre industriels sur des quantités importantes de produits (en volume ou en poids).
L'utilisation est à peu près la même que le SSCC colis. Mais la normalisation des étiquettes palettes a permis leur utilisation principale en routage de palettes. Elles sont donc classiquement au format A5 collé directement sur les palettes.
Une étiquette SSCC contient en général :
- L'adresse de l'expéditeur
- L'adresse du destinataire
- Le numéro SSCC de la palette en clair
- Le numero SSCC de la palette encodé dans un code barre GS1-128
- Une information sur le fait que la palette soit gerbable (empilables les unes sur les autres)
- Le code département en gros pour simplifier le routage

D'autres informations peuvent être ajoutées :
- Identification du produit contenu dans la palette
- Nombre de produits
- Informations de traçabilité produit (numéro de lot et date limite)
- Reprise des informations produits dans le code barre GS1-128

Note : Le code barre GS1-128 peut être sectionné en deux si le nombre total de caractères excède la limite du code GS1-128 (48 caractères) mais un identifiant GS1 n'est jamais séparé de sa donnée.
Pour les étiquettes avec traçabilité on trouve généralement 4 types de palettes :

#### Homogène - standard complète
La palette contient un seul article et un seul lot.
Les informations affichées sont :
- Libellé produit
- Quantité de produits
- Numéro du lot
- Date limite du lot

Les codes GS1-128 contiennent :
- Le numéro SSCC de la palette (identifiant 00)
- L'identifiant de l'article palette (identifiant 01)
- Le numéro du lot (identifiant 10)
- La date limite du lot (identifiant 15 ou 17)
- Le poids net de la palette pour les articles de poids variables (identifiant 310x)

#### Homogène - standard non complète
La palette contient un seul article et un seul lot.
Les informations affichées sont :
- Libellé produit
- Quantité de produits
- Numéro du lot
- Date limite du lot

Les codes GS1-128 contiennent :
- Le numéro SSCC de la palette (identifiant 00)
- L'identifiant de l'article contenu dans la palette (identifiant 02)
- La quantité de produits contenus dans la palette (identifiant 37)
- Le numéro du lot (identifiant 10)
- La date limite du lot (identifiant 15 ou 17)
- Le poids net de la palette pour les articles de poids variables (identifiant 310x)

#### Homogène - non standard
La palette contient un seul article et plusieurs lots.
Les informations affichées sont :
- Libellé produit
- Quantité de produits
- Date limite la plus proche de tous les lots

Les codes GS1-128 contiennent :
- Le numéro SSCC de la palette (identifiant 00)
- L'identifiant de l'article contenu dans la palette (identifiant 02)
- La quantité de produits contenus dans la palette (identifiant 37)
- La date limite du lot (identifiant 15 ou 17)
- Le poids net de la palette pour les articles de poids variables (identifiant 310x)

#### Hétérogène
La palette contient plusieurs articles et (forcément) plusieurs lots.
Les informations affichées sont :
- Date limite la plus proche de tous les lots

Les codes GS1-128 contiennent :
- Le numéro SSCC de la palette (identifiant 00)

## Divers
SSCC est également l'acronyme de :
- Stade Sottevillais Cheminot Club